# Charles Van Dormael
Charles Karel Van Dormael né le 4 octobre 1924 à Montenaken (Limbourg) et mort le 1er octobre 1985 à Goyer (Limbourg), est un coureur cycliste belge, professionnel de 1949 à 1957.

## Palmarès
- 1948
  -  Champion de Belgique sur route indépendants
  - 3e du Circuit du Limbourg
- 1949
  - 3e étape du Tour de Luxembourg
- 1950
  - 3e du Grand Prix du Brabant wallon
- 1951
  - 4e étape du Tour de Luxembourg
  - 3e de Roubaix-Huy
- 1953
  - 3e de Hoeilaart-Diest-Hoeilaart
- 1954
  - 3e du Circuit de la Gete
- 1955
  - Circuit des Hautes-Vosges
  - Flèche du Hesbaye
  - 2e du Tour du Limbourg
  - 2e du Circuit de l'Ouest à Mons
  - 3e du Circuit des régions flamandes
- 1956
  - 2e du Tour du Limbourg

## Résultats sur les grands tours

### Tour d'Italie
- 1956 : abandon